# Diaspora coréenne en France
La diaspora coréenne en France compte 29 367 personnes en 2014, ce qui en fait la troisième plus grande communauté de la diaspora coréenne en Europe occidentale, selon le ministère sud-coréen des Affaires étrangères et du Commerce.

## Histoire de l'immigration coréenne
L'immigration coréenne vers la France commence en 1919, lorsque le gouvernement français délivre des permis de travail à 35 travailleurs migrants coréens. D'une communauté de seulement 3 310 habitants en 1988, leur nombre a plus que triplé en 2000, puis a augmenté encore de 30 % en 2007,. Cependant, de 2009 à 2011, leur population a diminué de 14 %.

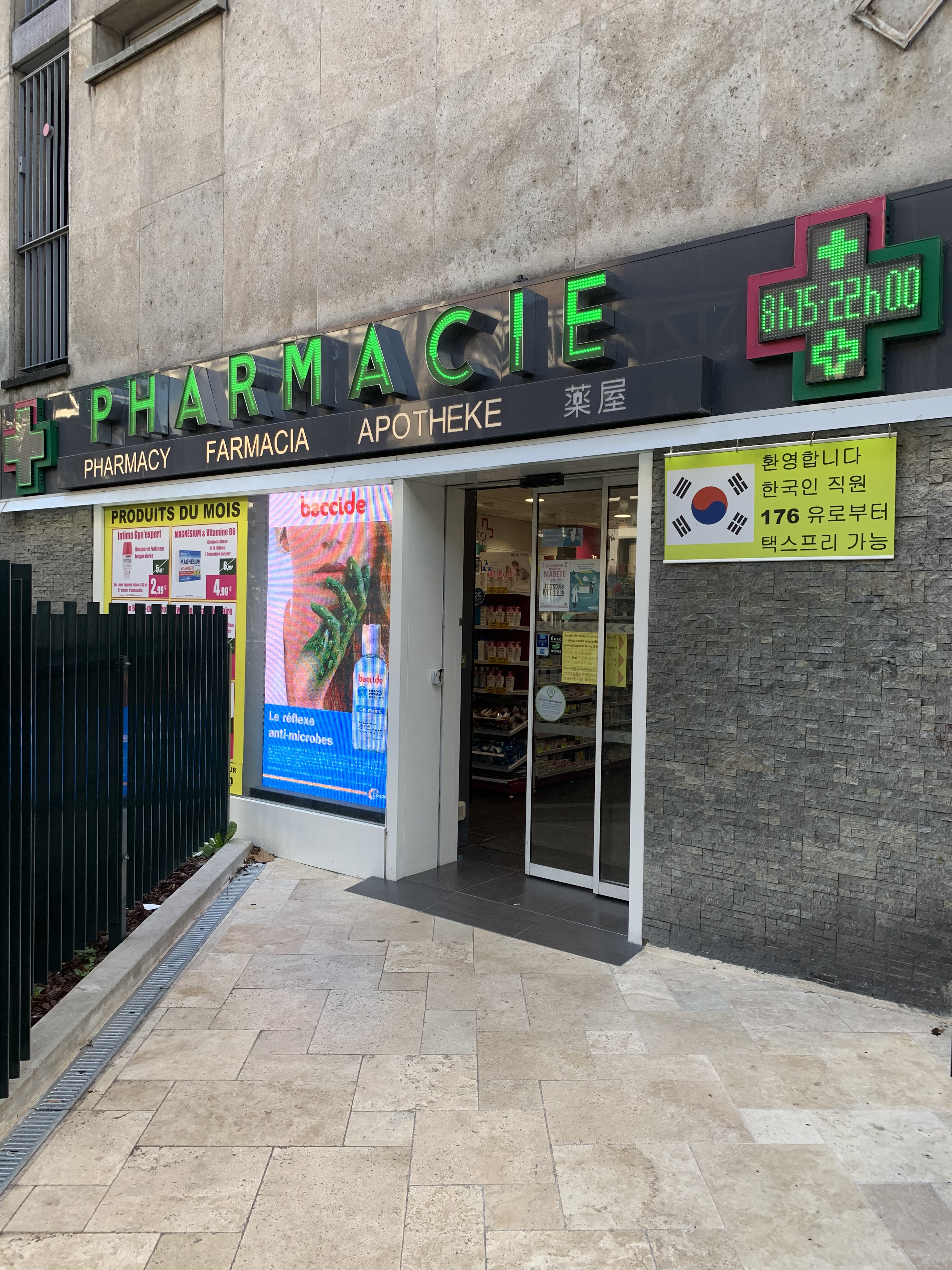
Pharmacie Bir Hakeim (15e arondissement), accueil des personnes de langue coréenne.

La grande majorité vit à Paris – environ les deux tiers, selon les données de 2011, contre quatre cinquièmes, dix ans auparavant – avec les plus grandes concentrations dans le 15e arrondissement. Il y a deux fois plus de femmes que d’hommes. Le déséquilibre des sexes est devenu plus important par rapport à la décennie précédente,. Cette surreprésentation féminine s'explique en premier lieu par le statut de la langue française en Corée.
Contrairement aux importantes communautés coréennes-américaines et coréennes-canadiennes, peu de Coréens en France cherchent à se faire naturaliser citoyens français. Parmi tous les ressortissants ou anciens ressortissants sud-coréens en France, 786 (6 %) sont devenus citoyens français, 2 268 (18 %) sont résidents permanents, 6 325 (50 %) sont étudiants internationaux et les 3 305 (26 %) restants sont titulaires d'autres types. de visas.
Outre les expatriés sud-coréens, les enfants coréens adoptés par des familles françaises constituent une autre partie de la population coréenne française ; la plupart ont été adoptés entre trois et neuf ans. Le nombre de réfugiés nord-coréens est également en augmentation.

## Éducation
Les Coréens en France bénéficient de cinq écoles de week-end de langue coréenne, dont la plus ancienne et la plus grande est l'école Hangul de Paris, créée le 18 août 1974. Elle comptait 170 étudiants en 2007. Quatre autres, à Villeurbanne, Grenoble, Strasbourg et Toulouse, ont été créées entre 1994 et 2000. Elles comptent 78 étudiants supplémentaires,,,. Un nombre important fréquente également les universités françaises. Au total, on estime qu'environ la moitié de la population coréenne en France est étudiante, contre deux tiers il y a dix ans,.

## Relations interethniques
Peu de Français savent que leur pays compte une communauté coréenne. Dans de nombreux cas, les Coréens sont confondus avec des Chinois et donc regroupés dans la catégorie des réfugiés économiques.
En 2001, seuls 200 Sud-Coréens environ en France étaient membres de couples mariés internationalement composés d'un partenaire sud-coréen et d'un partenaire français.Ces couples ont été confrontés à un certain nombre de conflits culturels, le plus souvent liés à la rigueur de l'éducation de leurs enfants.
Les représentations dans la culture populaire des Coréens en France incluent la série télévisée sud-coréenne de 2004 Lovers in Paris. Sa popularité s'est traduite par une augmentation du nombre de touristes coréens visitant la France. Un film plus récent est le film Night and Day de Hong Sang-soo de 2008.

## Personnalités notables
- Myung-whun Chung, Américain d'origine coréenne né à Séoul, directeur de l'Orchestre Philharmonique de Radio France
- Jean-Baptiste Kim, ancien porte-parole non officiel de la Corée du Nord
- Fleur Pellerin, ministre de la Culture
- Jean-Vincent Placé, homme politique français
- Daul Kim, mannequin coréen
- Cédric O, homme politique français
- Delphine O, femme politique française
- Pom Klementieff, actrice
- Ysabelle Lacamp, romancière, chanteuse et actrice française

## Sources
- (en) Cet article est partiellement ou en totalité issu de l’article de Wikipédia en anglais intitulé « Koreans in France » (voir la liste des auteurs).